# Desdemona Mazza
Desdemona Mazza fue una actriz de cine italiana que trabajó durante la época del cine mudo.

## Filmografía seleccionada
- Miarka (1920)
- The Call of the Blood (1921)
- The Mysteries of Paris (1922)
- The Love Letters of Baroness S (1924)
- Martyr (1927)
- Madame Récamier (1928)
- Venus (1929)
- Sister of Mercy (1929)